# Nick Massi
Nick Massi (* 19. September 1935 in Newark (New Jersey); † 24. Dezember 2000 ebenda; eigentlich Nicholas Macioci) war ein Basssänger, der als Mitglied der Four Seasons bekannt wurde.
Schon als Teenager hatte Massi in einer Reihe lokal bekannter Bands gespielt, bevor er sich 1960 den Four Lovers anschloss. 1962 änderten diese ihren Namen in The Four Seasons. Massi sang auf einer Reihe von Hits der Band, darunter Sherry, Big Girls Don't Cry und Rag Doll, bis ihm 1965 das Leben als Musiker zu hektisch wurde und er den Four Seasons den Rücken kehrte. Am 24. Dezember 2000 erlag Nick Massi in seiner Geburtsstadt dem Krebs.
Bei dem 2004 entstandenen Musical Jersey Boys ist seine Person eine der Hauptrollen. In dem 2014 erschienenen Film Jersey Boys wird er von Michael Lomenda dargestellt.